# Jan Wągrowski
Jan Wągrowski herbu Belina (zm. po 1 października 1531 roku) – sędzia ziemski rawski w latach 1516-1531, podsędek rawski w latach 1508-1516.
Poseł na sejm piotrkowski 1512 roku z ziemi rawskiej.